# Inversão sexual
Inversão sexual é um termo usado por sexólogos, principalmente no final do século XIX e início do século XX, para se referir à homossexualidade. Acreditava-se que a inversão sexual era uma reversão inata dos traços de gênero: os homens invertidos sexuais eram, em maior ou menor grau, inclinados a atividades e trajes tradicionalmente femininos e vice-versa. O sexólogo Richard von Krafft-Ebing descreveu a inversão sexual feminina como "a alma masculina, pesando no seio feminino".
Inicialmente confinado a textos médicos, o conceito de inversão sexual foi amplamente divulgado pelo romance lésbico de Radclyffe Hall de 1928, The Well of Loneliness, que foi escrito em parte para popularizar os pontos de vista dos sexólogos. Publicado com um prefácio do sexólogo Havelock Ellis, usou consistentemente o termo "inverter" para se referir ao seu protagonista, que tinha uma forte semelhança com um dos estudos de caso de Krafft-Ebing.

## Teoria
De acordo com essa teoria, gays e lésbicas eram "invertidos" sexuais, pessoas que pareciam fisicamente masculinas ou femininas por fora, mas sentiam internamente que eram do sexo anatômico "oposto" (de acordo com a visão binária de gênero). Portanto, desejos e atração pelo mesmo sexo foram explicados como "heterossexualidade latente", e o desejo bissexual era conhecido como hermafroditismo psicossexual – em outras palavras, gays e lésbicas eram na verdade apenas heterossexuais que "nasceram no corpo errado" e "bissexuais" eram o que os sexólogos modernos chamariam de intersexuais (anteriormente hermafroditas) por esta teoria (a parte "masculina" da pessoa bissexual supostamente tem atração por mulheres, e a parte "feminina" por homens).